# Białe klify w Dover
Białe klify w Dover (ang. White Cliffs of Dover) – pasmo klifów w południowo-wschodniej Anglii (Wielka Brytania), w hrabstwie Kent, nad wybrzeżem Cieśniny Kaletańskiej. Rozciągają się na długości około 16 km, po obu stronach miasta portowego Dover. Klify są jednym z najbardziej rozpoznawalnych obiektów przyrodniczych w Wielkiej Brytanii. Położone nad najwęższą częścią kanału La Manche, widoczne są z kontynentu (z okolic miasta Calais we Francji), na przestrzeni wieków często jako pierwsze jawiły się podróżnym zmierzającym do Wielkiej Brytanii; z tego względu uznawane są za symbol tego kraju. Osiągają wysokość około 100 m.
Klify zbudowane są z kredy, której zawdzięczają one swoją charakterystyczną białą barwę. Materiał skalny podlega ciągłej erozji, co utrudnia rozwój roślinności, przez co znaczna część skały pozostaje odsłonięta.
Na zachodzie klify sięgają okolic miasta Folkestone, na wschodzie – Walmer. Nad klifem położone są zamek w Dover oraz wieś St Margaret’s at Cliffe.
Część klifów, na wschód od miasta Dover, znajduje się w posiadaniu organizacji National Trust, która utrzymuje tutaj centrum obsługi turystów. Wzdłuż klifów przebiegają piesze szlaki turystyczne (King Charles III England Coast Path, Saxon Shore Way oraz White Cliffs Country Trail).
Klify ufortyfikowane były podczas wojen napoleońskich oraz II wojny światowej (m.in. bateria artyleryjska Winnie i Pooh).

## W kulturze
Odniesienia do klifów pojawiły się w wielu dziełach kultury. W swoich pamiętnikach (O wojnie galijskiej) wspomniał o nich Juliusz Cezar, który poszukiwał tutaj w 55 roku p.n.e. dogodnego miejsca do lądowania swoich wojsk. Na klifie rozgrywa się akcja jednej ze scen w tragedii Król Lear Williama Szekspira. Są one również przedmiotem popularnej brytyjskiej piosenki patriotycznej z okresu II wojny światowej w wykonaniu Very Lynn – (There'll Be Bluebirds Over) The White Cliffs of Dover.

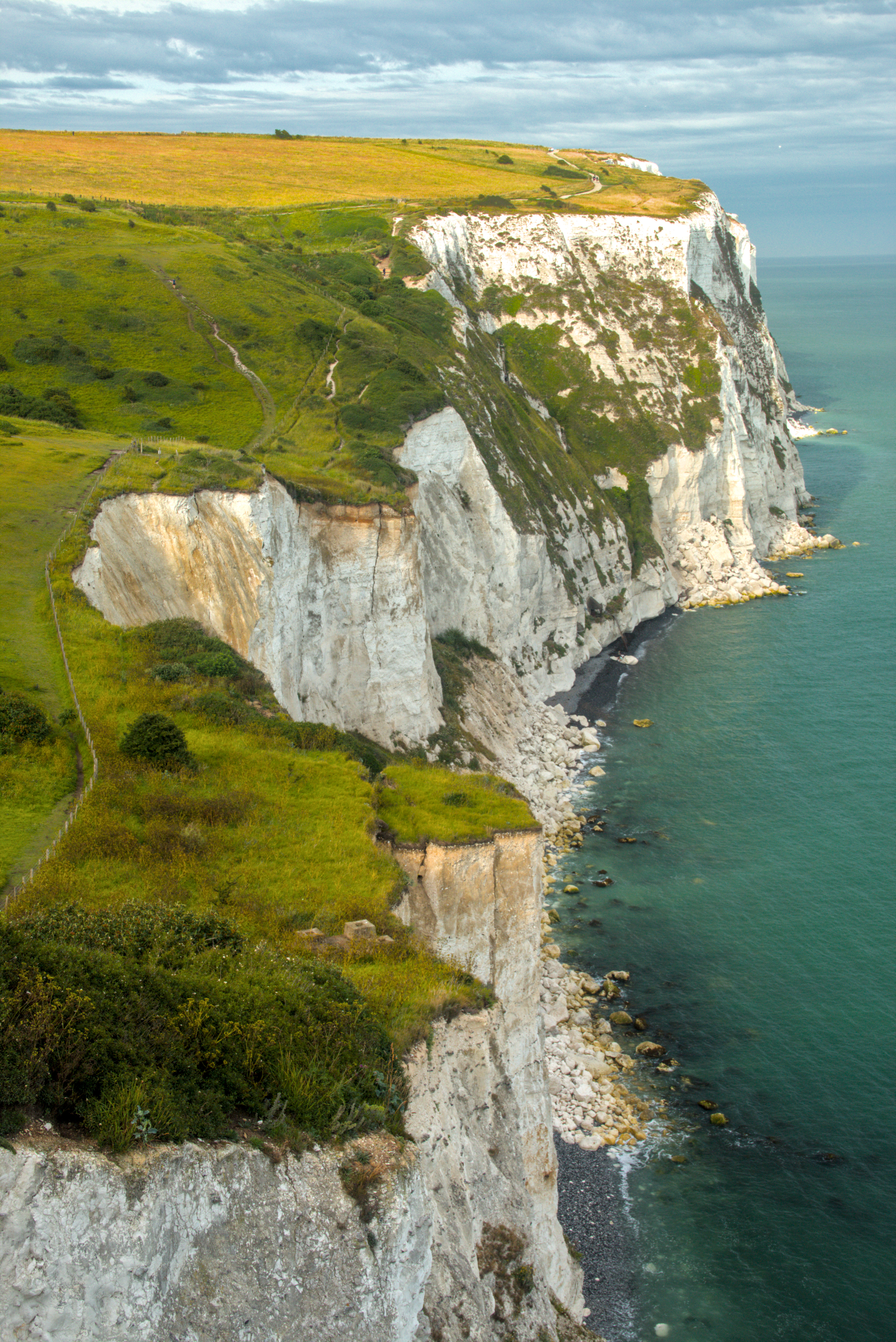
Widok ze szczytu
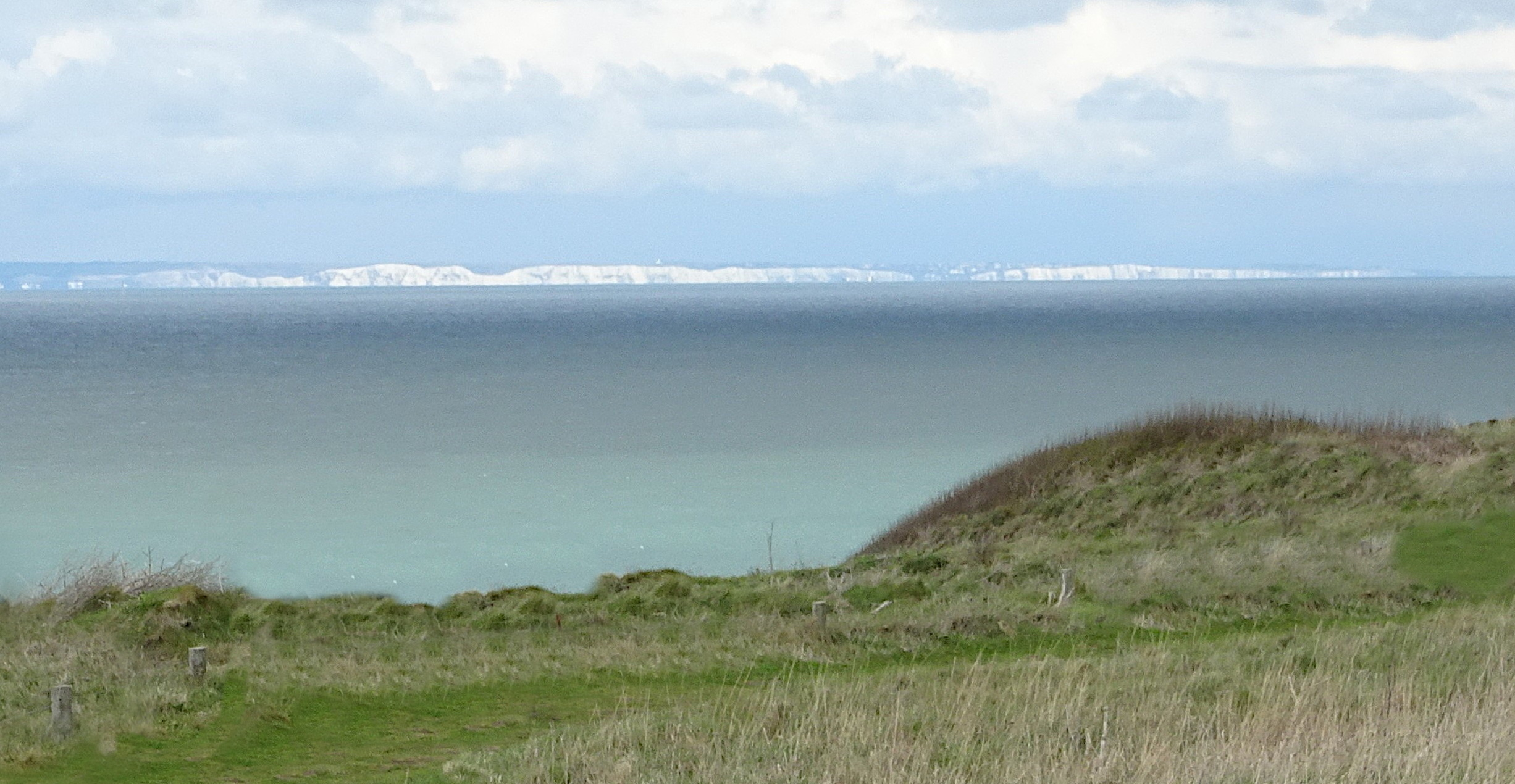
Klify w Dover widziane z przylądka Cap Gris-Nez (Francja)
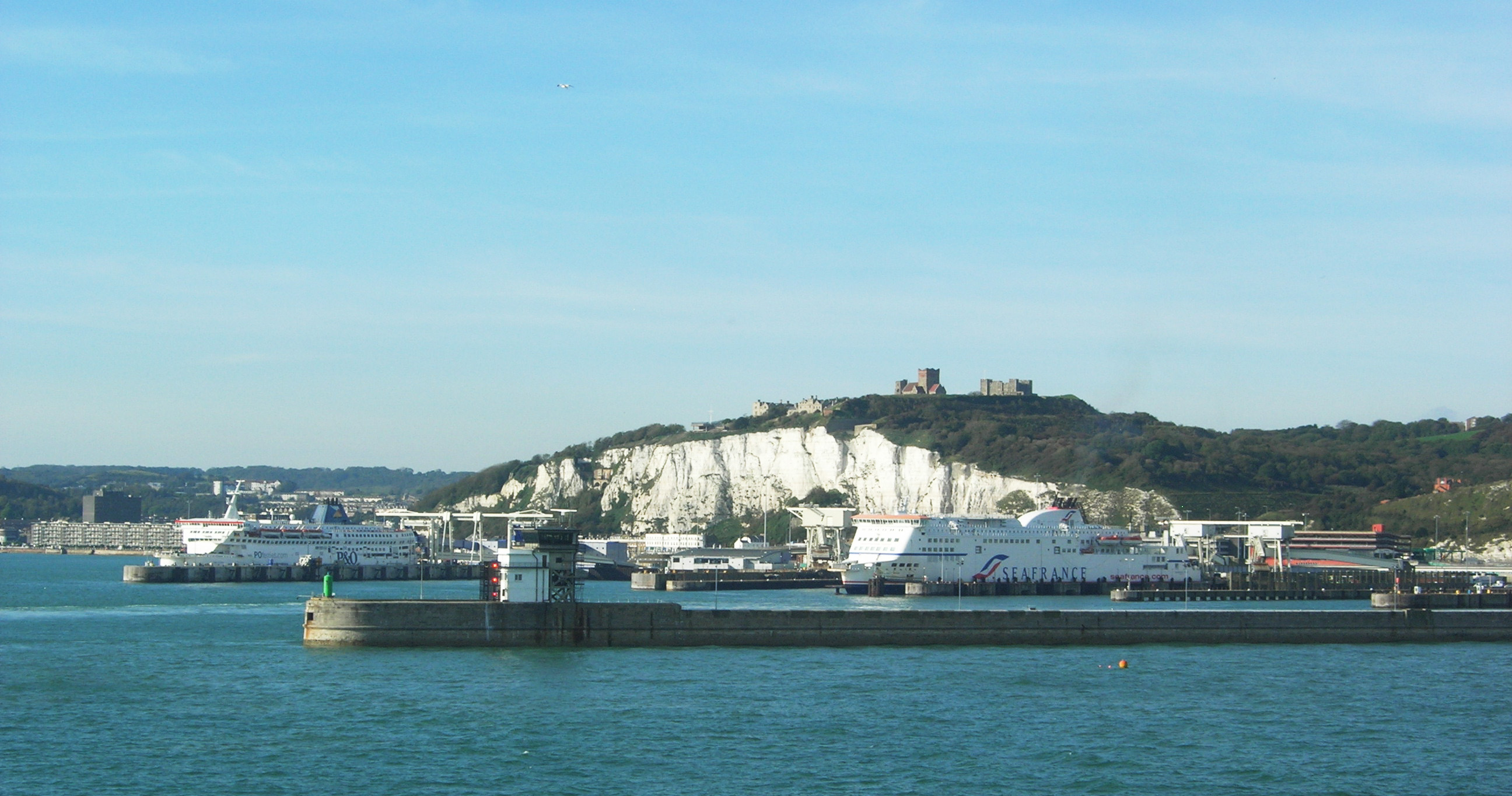
Port w Dover, fragment klifu, a nad nim zamek w Dover
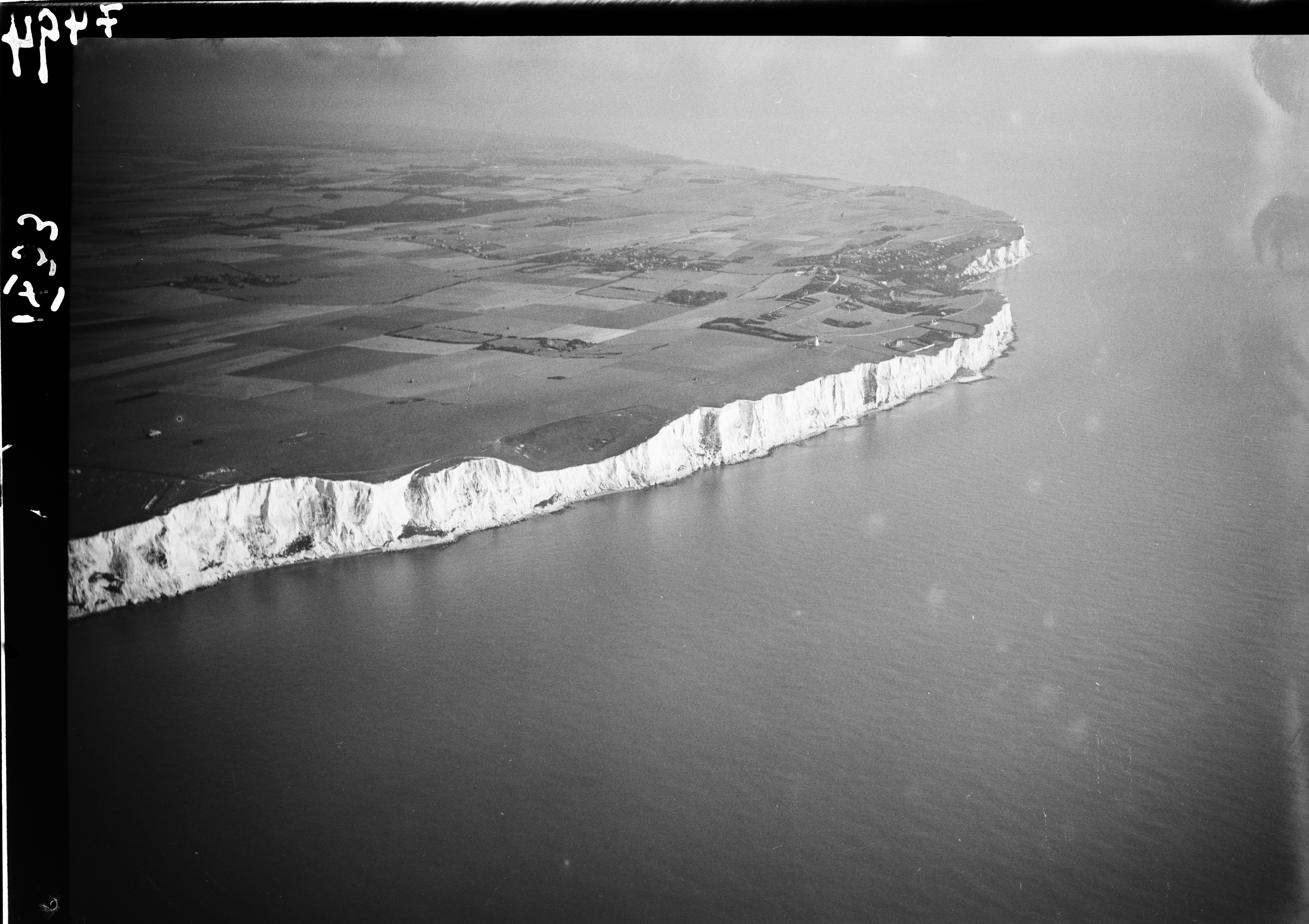
Klify w Dover na zdjęciu lotniczym Waltera Mittelholzera (1933)